# Охтирська волость
Охтирська волость — історична адміністративно-територіальна одиниця Охтирського повіту Харківської губернії з центром у повітовому місті Охтирка.
На 1862 рік до складу волості входили:
- місто Охтирка;
- село Чернеччина.

Станом на 1885 рік складалася з 37 поселень, 12 сільських громад. Населення — 14 052 особи (6966 чоловічої статі та 7086 — жіночої), 972 дворових господарств.
|                     | Площа, десятин | У тому числі орної, дес. |
| ------------------- | -------------- | ------------------------ |
| Сільських громад    | 20503          | 17247                    |
| Приватної власності | 11138          | 5072                     |
| Іншої власності     | 486            | 128                      |
| Загалом             | 32127          | 22447                    |

Поселення волості станом на 1885:
- Сосонка — колишнє власницьке село, 81 особа, 14 дворів.
- Старо-Іванівка — колишнє державне село при річці Олешня, 642 особи, 126 дворів, православна церква, сукновальня.
- Чернеччина — колишнє власницьке село при річці Ворскла, 834 особи, 177 дворів, православна церква.

Найбільші поселення волості станом на 1914 рік:
- село Чернеччина — 1889 мешканців;
- село Старо-Іванівка — 1427 мешканців;
- хутір Пологи — 1552 мешканці.

Старшиною волості був Дульський Максим Григорович, волосним писарем — Сініцин Никифор Маркович, головою волосного суду — Чернявський Йосип Федотович.